# Musculus obturator externus
Der Musculus obturator externus (lateinisch für „äußerer Hüftlochmuskel“) ist einer der Hüftmuskeln des Oberschenkels. Die frühere Bezeichnung Musculus obturatorius externus ist in der Tieranatomie immer noch gültig.
Bei Paarhufern, denen der Musculus obturatorius internus fehlt, entspringt der Musculus obturatorius externus auch an der Innenseite des Beckens (Pars intrapelvina).

## Funktion
Der Musculus obturator(ius) externus rotiert den Oberschenkel nach außen.

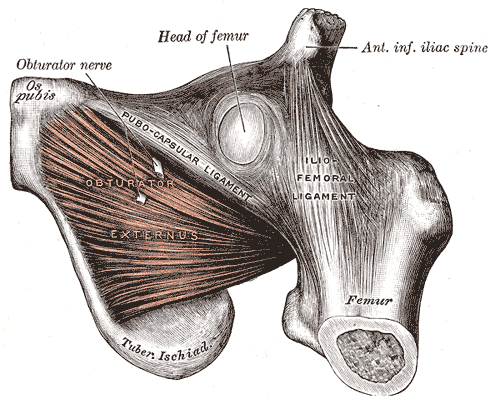
Linker Musculus obturator externus des Menschen, Ansicht von vorn